# Cnephia
Cnephia là một chi ruồi đen có 9 loài, phân bố rải rác ở Bắc bán cầu, từ Ukraina đến miền tây Xibia, và một vài khu vực ở Bắc Mỹ.

## Các loài
- C. angarensis Rubtsov, 1956
- C. chaurensis Yankovsky, 2000
- C. dacotensis (Dyar & Shannon, 1927)
- C. eremites Shewell, 1952
- C. intermedia Rubtsov, 1956
- C. ornithophilia Davies, Peterson & Wood, 1962
- C. pallipes (Fries, 1824)
- C. pecuarum (Riley, 1887)
- C. toptchievi Yankovsky, 1996